# John Brewer Brown
John Brewer Brown (* 13. Mai 1836 in Philadelphia, Pennsylvania; † 16. Mai 1898 in Centreville, Maryland) war ein US-amerikanischer Politiker. In den Jahren 1892 und 1893 vertrat er den Bundesstaat Maryland im US-Repräsentantenhaus.

## Werdegang
John Brown besuchte die Centreville Academy und das Dickinson College in Carlisle. Nach einem Jurastudium und seiner 1857 erfolgten Zulassung als Rechtsanwalt begann er in Centreville zu praktizieren. Gleichzeitig schlug er als Mitglied der Demokratischen Partei eine politische Laufbahn ein.
Er ließ seinen Sklaven Alfred Cooper frei, als dieser in die Armee eintrat, um im amerikanischen Bürgerkrieg für die Union zu kämpfen.
Im Jahr 1870 saß Brown im Abgeordnetenhaus von Maryland; zwischen 1888 und 1892 gehörte er dem Staatssenat an.
Nach dem Rücktritt des Abgeordneten Henry Page wurde Brown bei der Nachwahl für den ersten Sitz von Maryland zu dessen Nachfolger in das US-Repräsentantenhaus in Washington, D.C. gewählt, wo er am 8. November 1892 sein Mandat antrat. Da er bei den regulären Kongresswahlen des Jahres 1892 nicht mehr kandidierte, konnte er bis zum 3. März 1893 nur die laufende Legislaturperiode im Kongress beenden. Nach dem Ende seiner Zeit im US-Repräsentantenhaus praktizierte Brown wieder als Anwalt. Er starb am 16. Mai 1898 in Centreville.